# أ. بي. كومفورت
أ. بي. كومفورت هو سياسي أمريكي، ولد في 8 مايو 1884 في واوباي في الولايات المتحدة، وتوفي في أكتوبر 1974 في تاكوما في الولايات المتحدة. نشط حزبياً في الحزب الجمهوري.